# Bjerkvik
Bjerkvik (nordsamisch: Rahkka) ist ein Tettsted in der Kommune Narvik in der norwegischen Provinz Nordland. Der Ort hat 1074 Einwohner (Stand: 1. Januar 2024).

## Lage
Bjerkvik liegt etwa 15 Kilometer nördlich der Stadt Narvik am Herjangsfjord (nordsamisch Hearjjak), dem innersten Teil des Ofotfjords (nordsamisch Ufuohttá). Im Ort treffen sich die Täler Vassdalen und Gratangseidet. Etwas südlich des Ortszentrums mündet der Fluss Elvegårdselva in den Fjord. Dieser hat seinen Ursprung in den Gletscherseen unter den Gipfeln Snøtind und Rivtind weiter östlich im Landesinneren und durchläuft den See Hartvikvatnet, bevor er Bjerkvik erreicht. Bjerkvik ist auf der Ost- und Westseite von hohen Bergen umgeben, von denen der höchste der Lofttinden mit 1037 Metern Höhe ist. Bis auf das rund um die versandete Bucht Bjerkvika gelegene Ortszentrum ist die Gegend von dichtem Kiefernwald bedeckt.

## Geschichte

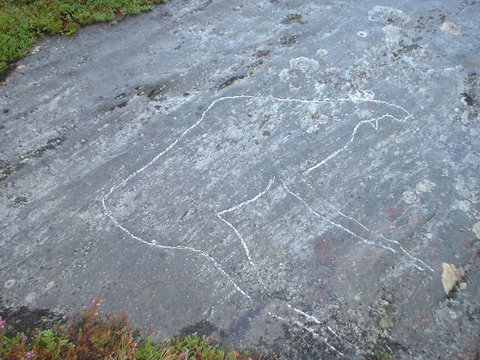
Felszeichnung in Herjangen

In Herjangen, etwa vier Kilometer südwestlich von Bjerkvik, wurden Felszeichnungen gefunden, die aus der Steinzeit stammen.

## Wirtschaft und Infrastruktur
Der größte Arbeitgeber des Ortes ist das norwegische Militär, das in Bjerkvik eine Werkstatt zur Instandhaltung und Reparierung von Fahrzeugen und Waffen, das Zentrallager und die Logistikabteilung für Ofoten, sowie das Hauptquartier des Heimevernet (Reserve), Region Nord-Hålogaland, beherbergt.

### Verkehr
Bjerkvik liegt an der Kreuzung der beiden Europastraßen E6 und E10 und auf dem Weg von Narvik zum Flughafen Evenes. Damit bildet der Ort einen wichtigen Verkehrsknotenpunkt zwischen den Städten Narvik im Süden, Harstad im Westen und Tromsø im Norden. Mit der Eröffnung der Hålogalandsbrücke über den Rombaken im Dezember 2018, halbierte sich die Fahrtzeit nach Narvik und beträgt nunmehr rund 15 Minuten. Nach Riksgränsen in Schweden sind es nur etwa 43 Kilometer.

## Bildung und Kultur
Bjerkvik verfügt über eine Grund- und Mittelschule (1. bis 10. Klasse) mit etwa 140 Schülern. Die Kirche von Bjerkvik wurde zwischen 1952 und 1955 nach Plänen des Architekten Arnstein Arneberg errichtet und vom Maler Axel Revold ausgeschmückt. Sie ersetzte die 1940 bei einem alliierten Angriff auf Bjerkvik abgebrannte alte Kirche von 1914, die gleichzeitig auch Schule war und deshalb Skolekapellet – die Schulkapelle – genannt wurde.

## Söhne und Töchter der Stadt
- Jenny Jenssen (* 1964), Sängerin und Entertainerin
- Eirik Johan Kristoffersen (* 1969), Oberster Befehlshaber der norwegischen Streitkräfte
- Vibeke Larsen (* 1971), Politikerin (Nordkalottfolket)
- Robert Burås (1975–2007), Musiker (Madrugada)
- Vidar Vang (* 1976), Musiker, Songschreiber
- Katharina Stiberg (* 1988), Schwimmerin